# 盖伊·罗杰斯
盖伊·罗杰斯（英語：Guy Rodgers，1935年9月1日—2001年2月19日），美国NBA联盟前职业篮球运动员。於2014年入選奈史密斯紀念籃球名人堂。